# Stephan Diez
Stephan Diez (* 6. Januar 1954 in Berlin; † 5. Februar 2017 in Hamburg) war ein deutscher Jazz- und Fusionmusiker (Gitarre). Er lebte in den 1980er Jahren in München, dann in Hamburg.

## Leben und Wirken
Diez, der in Berlin-Zehlendorf aufwuchs, und 1969 den Sommerjazzkurs in Remscheid besuchte, spielte 1973 mit der Krautrock-Band Agitation Free, trat aber auch mit Jazztrack auf. 1974 wurde er Mitglied von Harald Banters Media Band. 1975 und 1976 spielte er in der Chris Hinze Combination. 1978 gründete er seine eigene Formation Mirrors mit Ack van Rooyen, Gary Todd, Todd Canedy, später Johannes Faber, Heiri Känzig und Lala Kovačev. Auch spielte er mit Zbigniew Seifert in der Band Variospheres. In den Folgejahren trat er europaweit mit diversen Bands, unter anderem mit Dieter Reith, auf und arbeitete seit 1980 als Studiomusiker, Komponist und Arrangeur in München. Ab 1987 begleitete er für drei Jahre Konstantin Wecker, ging aber auch mit Mercedes Sosa und Joan Baez auf Tour. Zu den Höhepunkten seiner Karriere gehörten Konzerte mit Bobby McFerrin und Al Jarreau.
Seit 1990 war er Mitglied der NDR Bigband und arbeitete unter anderem mit dem Solo-Trompeter Kurt Witt. Zugleich wurde er als Professor für Jazzgitarre an die Hochschule für Musik und Theater Hamburg berufen. Im Januar 2016 ging Diez aus gesundheitlichen Gründen in Ruhestand. Er starb am 5. Februar 2017 nach langer Krankheit.
Der Gitarrist Frank Diez, mit dem er zwei CDs produzierte, ist sein älterer Bruder.

## Diskographische Hinweise
- Agitation Free: Second (1973)
- Mirrors: Mirrors (1980)
- Mirrors: Lost in a Dream (1987)[2]
- Diez Brothers: City Lights (1988)
- Konstantin Wecker: Live (1990)
- The Diez Brothers: Close Up (1990)
- Kurt de Witt: Kurt de Witt (2013)